# Бихавка-Перша
Бихавка-Перша (пол. Bychawka Pierwsza) — село в Польщі, у гміні Бихава Люблінського повіту Люблінського воєводства.
Населення — 198 осіб (2011).
У 1975-1998 роках село належало до Люблінського воєводства.

## Демографія
Демографічна структура станом на 31 березня 2011 року:
|          | Загалом | Допрацездатний вік | Працездатний вік | Постпрацездатний вік |
| -------- | ------- | ------------------ | ---------------- | -------------------- |
| Чоловіки | 94      | 11                 | 65               | 18                   |
| Жінки    | 104     | 21                 | 49               | 34                   |
| Разом    | 198     | 32                 | 114              | 52                   |